# سارا سبرنغمان
سارا مارسيلا سبرينغمان (بالإنجليزية: Sarah Springman)‏، حاصلة على رتبة الامبراطورية البريطانية، وزمالة الأكاديمية الملكية للهندسة (من مواليد 26 ديسمبر 1956) هي رياضية بريطانية، ومهندسة مدنية، وأكاديمية. تلقت تعليمها في إنجلترا وأمضت معظم حياتها المهنية الأخيرة في سويسرا. وهي حاليًا رئيسة المعهد الفيدرالي السويسري للتكنولوجيا في زيورخ، المعروف أيضًا باسم ETH Zurich.

## النشأة والتعليم والأسرة
ولدت سبرينغمان عام 1956 في لندن، وتلقّت تعليمها في ويكومب أبي، حيث أصبحت فيما بعد محافظاً من 1993 إلى 1996. درست العلوم الهندسية في جامعة كامبريدج (مستوى البكالوريوس) من 1975 إلى 1978  وعادت للدراسة لنيل درجة الماجستير في ميكانيكا التربة عام 1983 واستكملت بحث الدكتوراه في تفاعل بنية التربة، حيث حصلت على الدكتوراه بين 1984 و1989. عملت مهندسة في مشاريع جيوتقنية في إنجلترا وأستراليا وفيجي (أساسًا في سد مونسافو في فيتي ليفو )، من 1979 إلى 1983 وأصبحت مهندسة معتمدة وعضو في معهد المهندسين المدنيين عام 1983. 

## الرياضة
إضافة لكونها مهندسة مدنية، مثّلت سارا بريطانيا العظمى على مستوى النخبة في الترياتلون من عام 1983 إلى 1993، وشاركت في دورة ألعاب الكومنولث للترياتلون 1990 في أوكلاند، نيوزيلندا وفازت بعشرين ميدالية في بطولات الاتحاد الأوروبي للترياتلون (ETU) في الترياتلون والثنائي.. شغلت سبرينغمان منصب نائب رئيس الاتحاد الدولي للترياتلون (ITU) من عام 1992 إلى عام 1996، وخلال هذه الفترة، لعبت دورًا مهمًا في دخول الترياتلون إلى الألعاب الأولمبية. استقالت من منصبها كرئيسة للعبة الترياتلون البريطانية في 31 ديسمبر 2012 بعد الاحتفال بأول ميداليات فريق بريطانيا العظمة في الترياتلون التي فازت بها في دورة الألعاب الأولمبية وحصلت على جائزة الإنجاز مدى الحياة من جائزتي صانداي تايمز وسكاي سبورتس سبورتسوومين في لندن في عام 2013.  شغلت مرة أخرى منصب نائب رئيس الاتحاد الدولي للاتصالات منذ عام 2008 وهي عضو في لجنة الاستدامة والإرث التابعة للجنة الأولمبية الدولية. في 18 أغسطس 2016، اختيرت لتكون مسؤولة العرض التقديمي في حفل الميدالية الأولمبية الثلاثي، حيث حصل الأخوان أليستير وجوناثان براونلي على ميداليات ذهبية وفضية لفريق بريطانيا في ريو دي جانيرو. منحها الاتحاد الدولي للترياتلون تكريماً في قاعة المشاهير في عام 2019.

## المهنة الأكاديمية
سبرينغمان هي أستاذة في الهندسة الجيوتقنية في المعهد الفدرالي السويسري للتكنولوجيا في زيوريخ منذ عام 1997، ونائب رئيس معهد الهندسة الجيوتقنية منذ عام 2007.  أصبحت عميدة المعهد في 1 يناير 2015.
ينصب تركيز أبحاث سبرنغمان على النمذجة الجيوتقنية لمشاكل تفاعل بنية التربة. بما في ذلك تصميم وبناء الدعامات وأسس الخوازيق والتربة المعززة وهياكل حفر النفط، تجمع سبرينغمان بين النمذجة المادية في جهاز طرد مركزي جيوتقني مع النمذجة العددية بحيث يمكن استخدام البيانات لتطوير أو معايرة أو التحقق من صحة طرق التصميم الجديدة. في المعهد الفيدرالي السويسري للتكنولوجيا، استخدمت مجموعتها أجهزة طرد مركزي جيوتقنية ذات اسطوانات بقطر 2.2 متر لإجراء دراسات عملية على مجموعة من المشاكل الجيوتقنية.
تدعو سبرينغمان إلى وصول النساء إلى دراسات STEM / MINT وتشارك في العديد من الفعاليات والحملات لدعم ذلك.

## الجوائز
- 1997: رتبة الامبراطورية البريطانية
- 2000-2008: عضو في Schweizerischer Wissenschafts- und Technologierat وETH Planungskommission. [18]
- 2009: زميل الأكاديمية الملكية للهندسة
- 2012: قائد رتبة الامبراطورية البريطانية لأفضل الحاصلين على وسام الإمبراطورية البريطانية.
- 2013: جائزة إنجاز مدى الحياة، مقدمة من جائزتي Sunday Times وSky Sports Sportswomen [13]

## المنشورات
- النمذجة الفيزيائية في الجيوتكنيك (Proc. 7th Int. المؤتمر، ICPMG، زيورخ)، مطبعة CRC 2010، ISBN.
- PW Mayne، MR Coop، Sarah Springman، AB Huang، J. Zornberg State of the Art Paper: GeoMaterial Behavior and Testing، Proc. 17. ICSMGE، المجلد 4، مطبعة ميل/ مطبعة IOS، روتردام 2009، ISBN.
- : سارة سبرينغمان، فيليبس، آرنسون:Permafrost, Swets und Zeitlinger Zeitlinger 2003، ISBN.
- النمذجة التأسيسية والطرد المركزي - نوعان متطرفان، تايلور وفرانسيس 2002، ISBN.

## روابط خارجية
- ملف تعريف سارة سبرينجمان على موقع ETH Zurich